# Isaac Julius Tamaëla

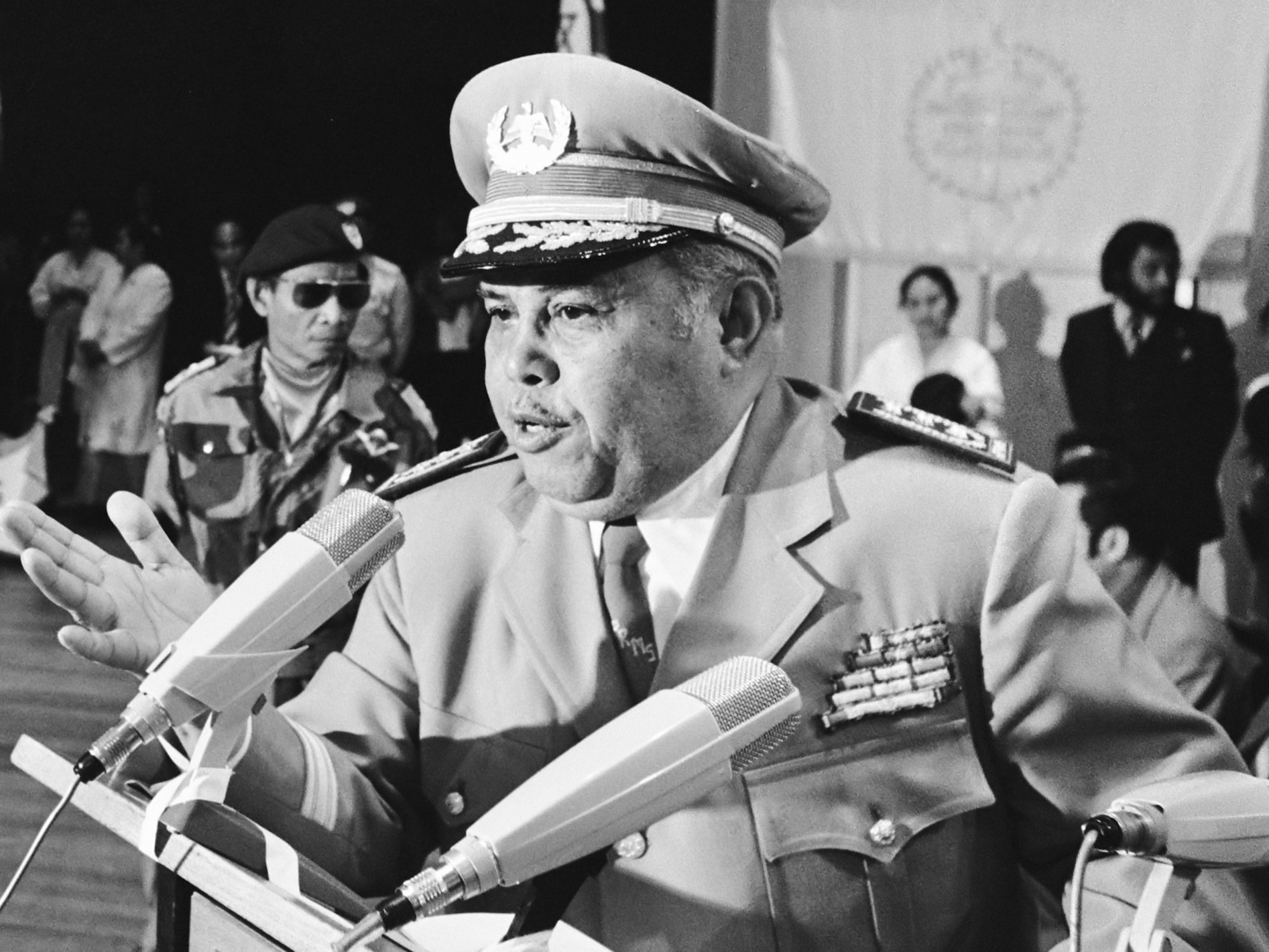
Aanhangers van generaal I.J. Tamaela vieren het 25-jarig bestaan van de Republiek der Zuid-Molukken in De Vereeniging in Nijmegen; Generaal Tamaela tijdens zijn rede (25 april 1975)

Isaac Julius Tamaëla (Amahei (Ceram, Nederlands-Indië) 13 december 1914 – Cotonou (Benin), 27 november 1978) was een militair en leider van Zuid-Molukkers.
Hij was sergeant-majoor bij het Koninklijk Nederlandsch-Indisch Leger (KNIL) toen in april 1950 op Ambon de Republiek der Zuid-Molukken (RMS) werd uitgeroepen. Tamaëla werd door de RMS als adviseur aan de militaire staf toegevoegd waarbij hij de rang van luitenant-kolonel kreeg die overigens los stond van zijn rang binnen de KNIL. In de zomer van 1950 vertrok hij naar het nabijgelegen eiland Ceram omdat troepen van de Republiek Indonesië steeds meer greep kregen op het eiland Ambon. Begin december week ook de Zuid-Molukse regering uit naar Ceram om van daaruit, onder leiding van president Chris Soumokil, de oorlog met Indonesië voort te zetten.
Eind 1963 slaagden Indonesische militairen erin om Soumokil op het eiland Ceram gevangen te nemen, waarna de guerrillaoorlog snel ten einde liep. In die periode ontkwam Tamaëla naar Nederland waar hij moest beloven zich niet met de RMS in te laten en dat hij Nederlander zou worden. Dat laatste gebeurde ook. Hij ging in Zeist wonen en werd commies eerste klas bij Rijkswaterstaat. De gevangengenomen Soumokil werd in 1964 ter dood veroordeeld en in 1966 werd in Indonesië dat doodsvonnis voltrokken. Kort na de dood van Soumokil werd in Nederland ir. Manusama benoemd tot president in ballingschap van de Republiek der Zuid-Molukken. In 1968 ontving Tamaëla een enkele jaren oude brief die geschreven was door Soumokil waaruit zou blijken dat deze hem opdroeg om Molukse volk in ballingschap te gaan leiden.
Op basis van die brief riep Tamaëla zichzelf uit tot RMS-president waarbij hij zichzelf tevens promoveerde tot generaal. Verder besloot hij zijn huis te verkopen en met de opbrengst daarvan in de wandelgangen van de Verenigde Naties in New York te gaan lobbyen voor de Zuid-Molukse zaak. Toen dat geld op was, werd hij financieel gesteund door zijn aanhangers in Nederland die Manusama niet erkenden als RMS-president. Uiteindelijk slaagde hij erin dat de Afrikaanse staat Benin (tot kort voor die periode ook bekend als Dahomey) de RMS erkende als onafhankelijke staat met Tamaëla als president.
Bij de tweede treinkaping door Zuid-Molukse jongeren (zie Treinkaping bij De Punt in 1977) overhandigde de weduwe van Chris Soumokil, die als een van de bemiddelaars fungeerde, aan de kapers een briefje waarop stond dat Benin bereid was hen toe te laten. Onduidelijk is of 'generaal' Tamaëla hierbij betrokken was. Waarschijnlijk heeft dat briefje ertoe bijgedragen dat de kapers minder snel bereid waren zich over te geven. Bijna drie weken na het begin van de kaping besloot de Nederlandse overheid dat er met militair geweld moest worden ingegrepen waarbij twee gegijzelden en zes kapers de dood zouden vinden.
Tijdens een staatsbezoek van Tamaëla aan Benin in november 1978 kreeg hij een hartaanval waaraan hij op 63-jarige leeftijd overleed. Zijn stoffelijk overschot werd naar Nederland overgevlogen waarna hij in Zeist begraven werd.